# 문수산 (울산)
문수산(文殊山)은 울산광역시 울주군 청량읍 율리(栗里)와 범서읍 천상리(川上里) 경계에 있는 산으로 해발 고도는 599.8m이다.

## 산의 위치
동쪽으로 영취산(해발 340ｍ)과 남쪽으로 남암산(해발 543ｍ)을 접하면서 이곳에서 태화강(太和江)과 회야강(回夜江)의 지류가 발원하고 있다.

## 방송 송신 시설
상기 방송 가시청 및 청취 권역은 부산광역시, 울산광역시, 경상남도 일부, 경상북도 남부 일부에 해당되며, 일본의 경우 쓰시마시 일부 지역에도 수신 가능하다. 단, FM 주파수가 88~108 MHz 짜리를 가진 라디오 제품을 사용하고 있다면 일본에서도 어렵게 청취할 수 있으며 TV의 경우 디지털 신호 문제로 인해 일본 쓰시마섬에서는 시청할 수 없다.
| 디지털TV  |              |           |                      |        |                                        |
| 가상채널  | 방송국명     | 호출부호  | 물리채널             | 출력   | 가시청권                               |
| CH 6-1    | ubc DTV      | HLDP-DTV  | CH 32                | 0.09㎾ | 울산 일부, 덕신, 온양, 웅촌, 웅상 일부 |
| CH 7-1    | KBS울산 DTV2 | HLKE-DTV  | CH 25                | 0.09㎾ | 울산 일부, 덕신, 온양, 웅촌, 웅상 일부 |
| CH 9-1    | KBS울산 DTV1 | HLQB-DTV  | CH 26                | 0.09㎾ | 울산 일부, 덕신, 온양, 웅촌, 웅상 일부 |
| CH 10-1   | EBS 1TV      | HLQL-DTV  | CH 51                | 0.09㎾ | 울산 일부, 덕신, 온양, 웅촌, 웅상 일부 |
| CH 10-2   | EBS 2TV      | HLQL-DTV  | CH 51                | 0.09㎾ | 울산 일부, 덕신, 온양, 웅촌, 웅상 일부 |
| CH 11-1   | 울산MBC DTV  | HLAU-DTV  | CH 22                | 0.09㎾ | 울산 일부, 덕신, 온양, 웅촌, 웅상 일부 |
| 지상파DMB |              |           |                      |        |                                        |
| 방송국명  | 채널목록     | 호출부호  | 채널(주파수)         | 출력   | 가시청권                               |
| U-KBS     | KBS STAR     | HLKA-TDMB | CH 12-B (207.008MHz) | 90W    | 울산 일부, 덕신, 온양, 웅촌, 웅상 일부 |
| U-KBS     | HD KBS STAR  | HLKA-TDMB | CH 12-B (207.008MHz) | 90W    | 울산 일부, 덕신, 온양, 웅촌, 웅상 일부 |
| U-KBS     | KBS HEART    | HLKA-TDMB | CH 12-B (207.008MHz) | 90W    | 울산 일부, 덕신, 온양, 웅촌, 웅상 일부 |
| U-KBS     | KBS MUSIC    | HLKA-TDMB | CH 12-B (207.008MHz) | 90W    | 울산 일부, 덕신, 온양, 웅촌, 웅상 일부 |
| KNN DMB   | KNNu         | HLDG-TDMB | CH 12-C (208.736MHz) | 90W    | 울산 일부, 덕신, 온양, 웅촌, 웅상 일부 |
| KNN DMB   | ubc u        | HLDG-TDMB | CH 12-C (208.736MHz) | 90W    | 울산 일부, 덕신, 온양, 웅촌, 웅상 일부 |

## 전해오는 이야기
문수산 남쪽에는 산이름의 근거가 되는 문수사가 있는데 문수사는 1300년 전 신라 원성왕 때 연희국사에 의해 창건된 절로 알려진 사찰이다.
창건 당시부터 조선 말기까지 조그마한 암자였다고 하는데 통도사 청하 스님과 롯데 신격호 회장 등의 노력으로 지금의 대가람을 이뤘다고 알려져 있다. 고려 때는 라마교의 전당으로도 불렸다.
신라 때는 문수보살이 산세가 청량하고 아름다워 이 곳에 머물렀다고 하여 문수산이라 붙여졌다. 신라의 마지막 군주인 경순왕의 전설도 간직하고 있다. 경순왕이 백척간두에 선 신라의 운명을 문수보살에게 묻기 위해 문수산을 찾았다고 한다. 남쪽 사면에 문수암(文殊庵)과 청송사지 3층석탑(보물 382)과 부도(浮屠:지방문화재 20)가 있다.

## 산성
문수산성은 문수산의 8부 능선에서 정상을 따라 테를 두르듯이 쌓은 테뫼식 산성이다. 성내에서 수습된 토기편과 기와편 등으로 볼 때 삼국시대에서 조선시대까지 울산 · 언양 일대를 방비할 목적으로 축조된 산성이라고 추정된다.
자연유실로 훼손이 심하지만 성벽은 자연석을 이용하여 서로 맞물리는 방식으로 협축(夾築, 성벽의 안팎을 수직에 가까운 석벽으로 쌓는 방법)으로 하였는데, 그 단면은 사다리꼴이다.
현재 남아 있는 체성은 길이 800m 높이 50∼143m 정도인데, 평면은 타원형이다. 남쪽에는 문지(門址)시설이, 서쪽에는 언양방면을 감시하는 별도의 석축시설이 남아 있다. '굴화산성'이라는 별칭의 산성으로 '문수산성지(文殊山城址)'라고 울산광역시기념물 34호로 등록되어 있다.

## 같이 보기
- 청송사지삼층석탑(靑松寺址 三層石塔[2])
- 한국의 산